# Southern Football League Division One Central
La Southern Football League Division One Midlands est une division anglaise de non-league football mise en place par la Southern Football League en 2006. Elle fut créée en même temps que la Division One South & West afin de remplacer les Division One East et Division One West, supprimées par la Southern League. La Division One Midlands est un championnat régional qui couvre la plus grande partie des Midlands. Elle se classe au huitième rang du système pyramidal anglais, au même niveau que les Southern Football League Division One South & West, Northern Premier League Division One North, Northern Premier League Division One South, Isthmian Football League Division One North et Isthmian Football League Division One South.
En fin de saison, le champion et le vainqueur des séries éliminatoires (deuxième à la cinquième place) sont promus en Southern Football League Premier Division ou en Northern Premier League Premier Division, selon de leur situation géographique. Les deux derniers clubs sont relégués au neuvième niveau du système pyramidal.

## Palmarès
| Saison    | Champion          | Vainqueur des séries éliminatoires |
| --------- | ----------------- | ---------------------------------- |
| 2006-2007 | Brackley Town FC  | Bromsgrove Rovers FC               |
| 2007-2008 | Evesham United FC | Stourbridge FC                     |
| 2008-2009 | Leamington FC     | Nuneaton Town FC                   |
| 2009-2010 | Bury Town FC      | Chesham FC                         |
| 2010-2011 | Arlesey Town FC   |                                    |
| 2011-2012 | St Neots Town FC  |                                    |
| 2012-2013 | Burnham FC        |                                    |
| 2013-2014 | Dunstable Town FC |                                    |
| 2014-2015 | Kettering Town FC |                                    |
| 2015-2016 | Kings Langley FC  |                                    |
| 2016-2017 | Royston Town FC   |                                    |